# Gran Premio de Gran Bretaña de Motociclismo de 1991
El Gran Premio de Gran Bretaña de Motociclismo de 1991 fue la decimoprimera prueba de la temporada 1991 del Campeonato Mundial de Motociclismo. El Gran Premio se disputó el 4 de agosto de 1991 en el circuito de Donington Park.

## Resultados 500cc
En la categoría de 500 cc, el estadounidense Kevin Schwantz ganó partiendo desde la pole position, dando la tercera victoria seguido en este Gran Premio (también se impuso en GP de Gran Bretaña de 1989 a 1990).
| 1        | Kevin Schwantz       | Lucky Strike Suzuki    | Suzuki | 47:12.182  | 20 |
| 2        | Wayne Rainey         | Marlboro Team Roberts  | Yamaha | +0.788     | 17 |
| 3        | Mick Doohan          | Rothmans Honda Team    | Honda  | +19.188    | 15 |
| 4        | John Kocinski        | Marlboro Team Roberts  | Yamaha | +24.857    | 13 |
| 5        | Wayne Gardner        | Rothmans Honda Team    | Honda  | +29.617    | 11 |
| 6        | Eddie Lawson         | Cagiva Corse           | Cagiva | +31.179    | 10 |
| 7        | Niall Mackenzie      | Roberts B Team         | Yamaha | +35.348    | 9  |
| 8        | Didier de Radiguès   | Lucky Strike Suzuki    | Suzuki | +37.846    | 8  |
| 9        | Juan Garriga         | Ducados Yamaha         | Yamaha | +49.967    | 7  |
| 10       | Marco Papa           | Cagiva Corse           | Cagiva | +1 Vuelta  | 6  |
| 11       | Eddie Laycock        | Millar Racing          | Yamaha | +1 Vuelta  | 5  |
| 12       | Ron Haslam           | JPS Norton Racing      | Norton | +1 Vuelta  | 4  |
| 13       | Michael Rudroff      | Rallye Sport           | Honda  | +2 Vueltas | 3  |
| 14       | Cees Doorakkers      | HEK-Baumachines        | Honda  | +2 Vueltas | 2  |
| 15       | Andreas Leuthe       | Librenti Corse         | Suzuki | +2 Vueltas | 1  |
| 16       | Helmut Schutz        | Rallye Sport           | Honda  | +3 Vueltas |    |
| 17       | Josef Doppler        | Doppler Racing         | Yamaha | +3 Vueltas |    |
| Ret      | Jean Philippe Ruggia | Sonauto Yamaha Mobil 1 | Yamaha | Ret        |    |
| Ret      | Michele Valdo        | Team Paton             | Paton  | Ret        |    |
| Ret      | Nicholas Schmassman  | Schmassman Technotron  | Honda  | Ret        |    |
| Ret      | Adrien Morillas      | Sonauto Yamaha Mobil 1 | Yamaha | Ret        |    |
| Ret      | Hans Becker          | Team Romero Racing     | Yamaha | Ret        |    |
| Ret      | Sito Pons            | Campsa Honda Team      | Honda  | Ret        |    |
| Ret      | Doug Chandler        | Roberts B Team         | Yamaha | Ret        |    |
| Sources: |                      |                        |        |            |    |

## Resultados 250cc
En 250, Luca Cadalora gana su sexto Gran Premio de la temporada.  Loris Reggiani sale desde la pole y luchó por el liderazgo con cadalora pero cae en la vigésima vuelta y se fractura la mano y tiene una conmoción cerebral.
También en la carrera de 250, Jochen Schmid y Àlex Crivillé se convirtieron en protagonistas de un desafortunado evento. Ambos se cayeron en la primera vuelta y, una vez en boxes, continuaron discutiendo hasta que llegaron a las manos.
| Pos. | Piloto                    | Moto     | Tiempo    | Pts. |
| ---- | ------------------------- | -------- | --------- | ---- |
| 1    | Luca Cadalora             | Honda    | 42'09.061 | 20   |
| 2    | Carlos Cardús             | Honda    | +0.752    | 17   |
| 3    | Helmut Bradl              | Honda    | +2.155    | 15   |
| 4    | Masahiro Shimizu          | Honda    | +21.025   | 13   |
| 5    | Wilco Zeelenberg          | Honda    | +28.683   | 11   |
| 6    | Martin Wimmer             | Suzuki   | +39.483   | 10   |
| 7    | Paolo Casoli              | Yamaha   | +43.466   | 9    |
| 8    | Renzo Colleoni            | Aprilia  | +1'07.088 | 8    |
| 9    | Jean-Pierre Jeandat       | Honda    | +1'17.188 | 7    |
| 10   | Alberto Puig              | Yamaha   | +1'17.333 | 6    |
| 11   | Harald Eckl               | Aprilia  | +1'22.408 | 5    |
| 12   | José Barresi              | Yamaha   | +1'22.709 | 4    |
| 13   | Herri Torrontegui         | Aprilia  | +1'22.988 | 3    |
| 14   | Stefan Prein              | Honda    | +1'24.448 | 2    |
| 15   | Bernard Haenggeli         | Aprilia  | +1'30.101 | 1    |
| 16   | Bernd Kassner             | Aprilia  | +1'31.574 |      |
| 17   | Carlos Lavado             | Yamaha   | +1'32.820 |      |
| 18   | Kevin Mitchell            | Aprilia  | +1'40.481 |      |
| 19   | Eskil Suter               | Aprilia  | +1 Vuelta |      |
| 20   | Jean Foray                | Yamaha   | +1 Vuelta |      |
| 21   | Frédéric Protat           | Aprilia  | +1 Vuelta |      |
| 22   | Andreas Preining          | Aprilia  | +1 Vuelta |      |
| 23   | Stefano Caracchi          | Yamaha   | +1 Vuelta |      |
| 24   | Urs Jücker                | Yamaha   | +1 Vuelta |      |
| 25   | Peter Linden              | Honda    | +1 Vuelta |      |
| 26   | Fausto Ricci              | Yamaha   | +1 Vuelta |      |
| 27   | Stefano Pennese           | Aprilia  | +1 Vuelta |      |
| Ret  | Loris Reggiani            | Aprilia  | Ret       |      |
| Ret  | Patrick van den Goorbergh | Yamaha   | Ret       |      |
| Ret  | Marcellino Lucchi         | Aprilia  | Ret       |      |
| Ret  | Max Biaggi                | Aprilia  | Ret       |      |
| Ret  | Corrado Catalano          | Honda    | Ret       |      |
| Ret  | Steve Hislop              | Honda    | Ret       |      |
| Ret  | Erkka Korpiaho            | Aprilia  | Ret       |      |
| Ret  | Àlex Crivillé             | JJ Cobas | Ret       |      |
| Ret  | Jochen Schmid             | Honda    | Ret       |      |
| DNS  | Pierfrancesco Chili       | Aprilia  | DNS       |      |
| DNQ  | Renato Colleoni           | Aprilia  | DNQ       |      |
| DNQ  | Alan Carter               | Honda    | DNQ       |      |
| DNQ  | Ian Newton                | Yamaha   | DNQ       |      |
| DNQ  | John Cornwell             | Yamaha   | DNQ       |      |
| DNQ  | Mike Wilson               | Yamaha   | DNQ       |      |
| DNQ  | Kevin Hellyer             | Yamaha   | DNQ       |      |
| DNQ  | Stuart Edwards            | Yamaha   | DNQ       |      |

## Resultados 125cc
Victoria sin excusas de Loris Capirossi en 125 cc, segunda posición para Fausto Gresini (compañero de escudería de Capirossi), que durante la prueba se rompió el pulgar y tuvo contusiones severas en el tobillo y en el hombro. En la crónica de esta carrera, destacar el regreso de Noboru Ueda y Jorge Martínez Aspar, con un desliz de Ueda en la primera vuelta que le hizo caer sobre Aspar y también sobre Dirk Raudies y Ian McConnachie. Solo Ueda y Martínez se levantaron de la caída y remontaron hasta acabar quinto y sexto respectivamente.
| Pos. | Piloto               | Moto         | Tiempo     | Pts. |
| ---- | -------------------- | ------------ | ---------- | ---- |
| 1    | Loris Capirossi      | Honda        | 41'30.007  | 20   |
| 2    | Fausto Gresini       | Honda        | +13.249    | 17   |
| 3    | Peter Öttl           | Bakker-Rotax | +19.460    | 15   |
| 4    | Gabriele Debbia      | Aprilia      | +31.084    | 13   |
| 5    | Noboru Ueda          | Honda        | +37.069    | 11   |
| 6    | Jorge Martínez Aspar | Honda        | +37.268    | 10   |
| 7    | Bruno Casanova       | Honda        | +39.032    | 9    |
| 8    | Kazuto Sakata        | Honda        | +39.110    | 8    |
| 9    | Oliver Petrucciani   | Aprilia      | +39.687    | 7    |
| 10   | Antonio Sánchez      | JJ Cobas     | +39.829    | 6    |
| 11   | Arie Molenaar        | Honda        | +46.050    | 5    |
| 12   | Koji Takada          | Honda        | +49.174    | 4    |
| 13   | Johnny Wickström     | Honda        | +55.267    | 3    |
| 14   | Julián Miralles      | JJ Cobas     | +55.669    | 2    |
| 15   | Alessandro Gramigni  | Aprilia      | +1'03.442  | 1    |
| 16   | Jos van Dongen       | Honda        | +1'04.231  |      |
| 17   | Stefan Kurfiss       | Honda        | +1'14.632  |      |
| 18   | Hisashi Unemoto      | Honda        | +1'33.137  |      |
| 19   | Maurizio Vitali      | Gazzaniga    | +1 Vuelta  |      |
| 20   | Robin Appleyard      | Honda        | +3 Vueltas |      |
| Ret  | Dirk Raudies         | Honda        | Ret        |      |
| Ret  | Ian McConnachie      | Honda        | Ret        |      |
| Ret  | Carlos Giró          | JJ Cobas     | Ret        |      |
| Ret  | Kin'ya Wada          | Honda        | Ret        |      |
| Ret  | Ralf Waldmann        | Honda        | Ret        |      |
| Ret  | Ezio Gianola         | Derbi        | Ret        |      |
| Ret  | Manuel Hernández     | Honda        | Ret        |      |
| Ret  | Nobuyuki Wakai       | Honda        | Ret        |      |
| Ret  | Peter Galvin         | Honda        | Ret        |      |
| Ret  | Emilio Cuppini       | Gazzaniga    | Ret        |      |
| Ret  | Heinz Lüthi          | Honda        | Ret        |      |
| Ret  | Steve Patrickson     | Honda        | Ret        |      |
| Ret  | Luis Álvaro          | Derbi        | Ret        |      |
| Ret  | Alain Bronec         | Honda        | Ret        |      |
| Ret  | Serafino Foti        | Honda        | Ret        |      |
| Ret  | Adi Stadler          | JJ Cobas     | Ret        |      |
| DNQ  | Stefan Brägger       | Honda        | DNQ        |      |
| DNQ  | Javier Debón         | Honda        | DNQ        |      |
| DNQ  | Jean-Claude Selini   | Honda        | DNQ        |      |
| DNS  | Hans Spaan           | Honda        | DNS        |      |